# Scoliocentra nigrinervis
Scoliocentra nigrinervis är en tvåvingeart som först beskrevs av Einar Wahlgren 1918.  Scoliocentra nigrinervis ingår i släktet Scoliocentra och familjen myllflugor. Arten är reproducerande i Sverige. Inga underarter finns listade i Catalogue of Life.